# Phaulochernes jenkinsi
Phaulochernes jenkinsi är en spindeldjursart som beskrevs av Beier 1976. Phaulochernes jenkinsi ingår i släktet Phaulochernes och familjen blindklokrypare. Inga underarter finns listade i Catalogue of Life.